# رالف ستاينمان
رالف مارفن ستينمان (بالإنجليزية: Ralph Marvin Steinman)‏؛ (14 يناير 1943 - 30 سبتمبر 2011) هو عالم كندي في علم المناعة وبيولوجيا الخلايا في جامعة روكفلر. صاغ عام 1973 مصطلح «الخلية الشجرية» أثناء عمله باحثاً بمرحلة ما بعد الدكتوراه في مختبر زانفيل كوهن بجامعة روكفلر.
في عام 2011 حصل ستاينمان على نصف جائزة نوبل في الفيزيولوجيا و الطب، عن «اكتشافه للخلية الشجرية ودورها في المناعة التكيفية»، وتقاسم النصف الآخر كل من بروس بوتلر وجول هوفمان «لاكتشافاتهما المتعلقة بتفعيل المناعة الفطرية أو المناعة الطبيعية»).

## حياته
ولد رالف ستاينمان في مدينة مونتريال الكندية لعائلة يهودية، وكان واحداً من أربعة أبناء لإرفينغ ستاينمان (المتوفى سنة 1995) ونيتي ستاينمان (المولودة سنة 1917). انتقلت العائلة إلى مدينة شيربروك في جنوب مقاطعة كيبك ليفتتح الأب محلاً صغيراً لبيع الملابس.
بعد أن أنهى رالف ستاينمان دراسته بمدرسة شيربروك الثانوية، عاد إلى مونتريال حيث مكث مع جديه لأمه ناتان وإيفا تيكفمان. حصل ستاينمان على درجة البكالوريوس في العلوم من جامعة مكجيل ثم حصل على درجته الطبية من مدرسة هارفارد الطبية سنة 1968 (مع مرتبة الشرف)، ثم قضى فترة تدريبه وعمل طبيباً مقيماً بمستشفى ماساتشوستس العام.

## حصوله على جائزة نوبل في الطب
في 3 أكتوبر 2011، أعلنت لجنة جائزة نوبل للفسيولوجيا أو الطب عن حصول ستاينمان على نصف جائزة نوبل في الطب لعام 2011، «لاكتشافه الخلية الشجرية ودورها في المناعة التكيفية»، وتقاسم النصف الباقي كل من بروس بوتلر وجول هوفمان «لاكتشافاتهما المتعلقة بتفعيل المناعة الفطرية». غير أن اللجنة لم تكن تدري أن ستاينمان كان قد توفي قبل إعلان الجائزة بثلاثة أيام، أي في 30 سبتمبر، من جراء سرطان في البنكرياس. وقد تسبب هذا في بلبلة، حيث تنص لوائح مؤسسة نوبل على عدم منح الجائزة للمتوفين. إلا أن اللجنة قررت بعد المداولة عدم تغيير قراراها بمنح ستاينمان الجائزة لأن القرار اتخذ «بنية سليمة».
وقد روت ابنة ستاينمان أن أباها تندر قبل أسبوع من وفاته قائلاً إنه سوف يظل على قيد الحياة إلى أن تعلن الجائزة ثم يموت بعد أن ينالها.

## الجوائز
- جائزة نوبل في الطب (تقاسمها مع بروس بوتلر وجول هوفمان، 2011)[26]
- جائزة مركز ألباني الطبي (مناصفة مع تشارلز ديناريللو وبروس بوتلر، 2009)[37]
- جائزة ألبرت لاسكر للأبحاث الطبية الأساسية (2007)
- الجائزة الدولية لمؤسسة غيردنر (2003)
- جائزة روبرت كوخ (1999)
- جائزة وليم ب. كولي من معهد أبحاث السرطان (1998)

## عضويته في الجمعيات العلمية المتخصصة
- عضو في معهد الطب بالولايات المتحدة (انتخب سنة 2002)
- عضو بالأكاديمية الوطنية للعلوم (انتخب سنة 2001)

## روابط خارجية
- رالف ستاينمان على موقع الموسوعة البريطانية (الإنجليزية)
- رالف ستاينمان على موقع مونزينجر (الألمانية)
- رالف ستاينمان على موقع إن إن دي بي (الإنجليزية)